# Schempp-Hirth Quintus
Dimensions
Le Quintus est un planeur allemand construit par Schempp-Hirth. Il a été présenté à l'Aéro 2011 de Friedrichshafen.
Le fuselage est de conception de Schempp-Hirth mais à une voilure développée en partenariat avec Lange Aviation.
La voilure est également utilisée sur le Lange Antares 23E.
La grosse différence avec la version du Lange Antares 23E est que les winglets qui ont été développés par le Dr Maughmer.

## Sources
- http://soaringcafe.com/2011/04/report-from-friedrichshafen-new-open-class-gliders/
- http://www.schempp-hirth.com/en/sailplanes/quintus/quintus-m.html